# Geoffrey de Havilland
Sir Geoffrey de Havilland (ur. 27 lipca 1882, zm. 21 maja 1965) – jeden z pionierów angielskiego lotnictwa.

## Życiorys
Po ukończeniu szkoły inżynierskiej zainteresował się motoryzacją, budowaniem samochodów i motocykli. Prawie natychmiast po ślubie w 1907 rozpoczął karierę przy projektowaniu i budowie samolotów, oraz ich oblatywaniu. Ta pasja pochłonęła go na resztę życia.
Zbudowanie pierwszego samolotu zajęło mu dwa lata, ale uległ on katastrofie podczas pierwszego, bardzo krótkiego lotu niedaleko Litchfield w Hampshire. Miejsce tego wydarzenia upamiętniono pomnikiem. Późniejsze projekty zakończyły się większym sukcesem.
Następnie zatrudnił się w wytwórni balonów HM Balloon Factory w Farnborough, której nazwę zmieniono na Royal Aircraft Factory (Królewską Wytwórnię Lotniczą), kiedy zdano sobie sprawę z wagi samolotów i kosztem balonów przeniesiono część jej działań w tym kierunku.
Podczas I wojny światowej był zatrudniony w firmie Airco jako generalny konstruktor, gdzie zaprojektował kilka ważnych samolotów używanych przez Królewski Korpus Lotniczy, przede wszystkim myśliwiec DH.2 i lekkie bombowce DH.4 i DH.9.
Po wojnie de Havilland kupił Airco i zmienił jej nazwę na De Havilland Aircraft Company. Jedną z jego ról w fabryce była praca w charakterze fabrycznego pilota oblatywacza, ponieważ bardzo lubił latać.
Samoloty de Havillanda, a zwłaszcza Mosquito odegrały znaczną rolę w czasie II wojny światowej i za to nadano mu w 1944 roku tytuł szlachecki.
Firma pozostawała pod jego kontrolą, aż do jej połączenia z Hawker Siddeley Company po katastrofach samolotu Comet, w których zginęli pasażerowie. Samolot ten wyznaczył kierunek rozwoju odrzutowych samolotów pasażerskich w połowie lat 50. XX wieku.
Dwaj z trzech synów de Havillanda zginęli jako piloci oblatywacze samolotów jego wytwórni.